# Lápégés
"Valamikor 1870 körül, Szatmáron a téli s tavaszi hónapokban nagy vörösség tünt fel éjjel az északnyugati égboltozaton, mely az egész eget beborította, mintha északi fény lett volna. Mindenki tudta, hogy az Ecsedi-láp ég. Nappal óriási füstfellegek gomolyogtak ugyanabban az irányban, s a nádpernye, mint fekete hópehely sűrűn hullott a városra."
(Berey József: Nagyecsed története és néprajza)

## Története
A fenti 19. századot idéző sorok a lápi tüzekről, a láp időről időre bekövetkező égésiről azonban a ma emberének sem ismeretlenek. Az Ecsedi-Lápot már régen lecsapolták, a művelés alá fogott földek, a megváltozott táj lassan feledtetné az itt élőkkel a múltat, ha a láp nem gondoskodna újabbnál újabb meglepetésekről.
A száraz időszakokban időnként még ma is meggyullad a tőzeg, és még ma is tanúja lehet az ember egy-egy lápégésnek.
A még ma is gyakran bekövetkező öngyulladásnak főként a szárazság az oka.
A kiszáradt tőzegen a tűz a talaj alatt terjedve, a talajképző rétegig elhamvasztja a szerves anyagokat.
Kisebb-nagyobb tüzek a láp lecsapolása előtt is voltak, ezek okozója általában a nádégetés volt.
A tűz a lecsapolás után azonban ellenséggé vált. Ahol tőzeges réteg volt, ott egy eldobott gyufaszál, cigarettavég, vagy tűzrakás szalonnasütés céljából, észrevétlenül meggyújtotta a talajt.
A kiszáradt tőzeg hamar tüzet fogott, és kör alakban, lassan terjedt tovább.
A földégést láng nem jelezte, csak kevés füst, és a szag, mely kilométer távolságra is érezhető volt.
Miután az oltáshoz víz nem volt a közelben, a tüzet az agyagtalajig körülárkolták, így nem terjedt tovább. Az égett területen hatalmas kör alakú mélyedés keletkezett.

### A lápégések okai
A végleges lecsapolás után a gyakori tűzesetek onnan eredtek, hogy a még feltöretlen, dús növényzetű őstalaj fizikailag és anyagilag is próbára tette háborgatóit.
A láp feltörésének verejtékes munkáját úgy könnyítették meg, hogy felgyújtották a zsombékosokat.
Hosszas szárazság után, főleg szeles időben a zsombék tüzétől begyúlt a láp kiszáradt tőzege, s a lappangó tűz a föld alatt terjedve fenékig hamvasztotta a tőzegréteget.

### Tűzesetek az Ecsedi-lápon
Az Ecsedi-láp történetében két jelentős tűzesetet tartanak számon:
- 1863-ban, még a lecsapolás előtt, az akkori aszályos időjárás következtében kiszáradt a láp növénytakarója, és a száraz környezet valamilyen oknál fogva meggyulladt.

Ekkor óriási területen égtek le a nádasok, és tüzet fogott a tőzeg is. Mivel a láp még nem volt lecsapolva, az okozott kár nem volt tragikus, mert a következő évben ismét életre kelt a láp növényzete.
- 1903-ban keletkezett a második nagy tűzvész, mely hatalmas lápégést okozott a Börvely, Ura, Tyukod és Kaplony községek által határolt területeken.

Mintegy 1600 holdon, több méter mélyen kiégett a tőzeg, és további 30 ezer holdnyi területen okozott jelentős pusztítást.
Leégtek a nádasok és a zsombékosok, mindenütt fekete, üszkös maradványok és vastag hamuréteg hirdette a pusztulást.
Ekkor esett a tűzvész áldozatául 6 lápi földműves is.